# Trésor de l'Esquilin
Le trésor de l’Esquilin est un ensemble de pièces d'argenterie découvert en 1793 sur la colline de l'Esquilin à Rome. Il s'agit d'un vestige de l'orfèvrerie romaine du IVe siècle, dont les plus gros spécimens datent vraisemblablement des années 380. En 1866, la plus grande partie de ce trésor (57 objets) a rejoint, en même temps que le camée Blacas, les collections du British Museum.
Les deux pièces les plus importantes de ce trésor sont deux boîtiers plaqués d'argent gravé : le coffret de Projecta et le coffret à la Muse. Le trésor appartenait à une famille patricienne qu'on a probablement correctement identifiée. Il comporte huit plateaux (quatre circulaires et quatre rectangulaires), un plat cannelé, une aiguière marquée au chiffre de « Pelegrina », un flacon à bossages, une amphore, six pièces de harnais, des accessoires de mobiliers comprenant quatre figures tyché représentant les quatre principales cités de l’Empire romain : Rome, Constantinople, Antioche et Alexandrie ; deux poignées en forme de main et un assortiment de joaillerie.
Bien qu'on ait découvert plusieurs grands trésors du Bas-Empire, la plupart ont été mis au jour aux confins de l’empire (notamment en Bretagne romaine), si bien qu'il y a très peu de pièces d'orfèvrerie que l'on puisse à coup sûr attribuer à des artisans de Rome elle-même. Cela fait du Trésor de l’Esquilin un « objet particulier. » Ce magnifique ensemble est exposé dans la salle no 41 du British Museum, aux côtés du trésor de Carthage, du trésor de Mildenhall, du trésor de Hoxne, du trésor de Water Newton et du plat de Corbridge. De ce fait, la plus grande partie des pièces d'orfèvrerie du Bas-Empire romain sont aujourd'hui exposées au British Museum.

## Découverte du trésor

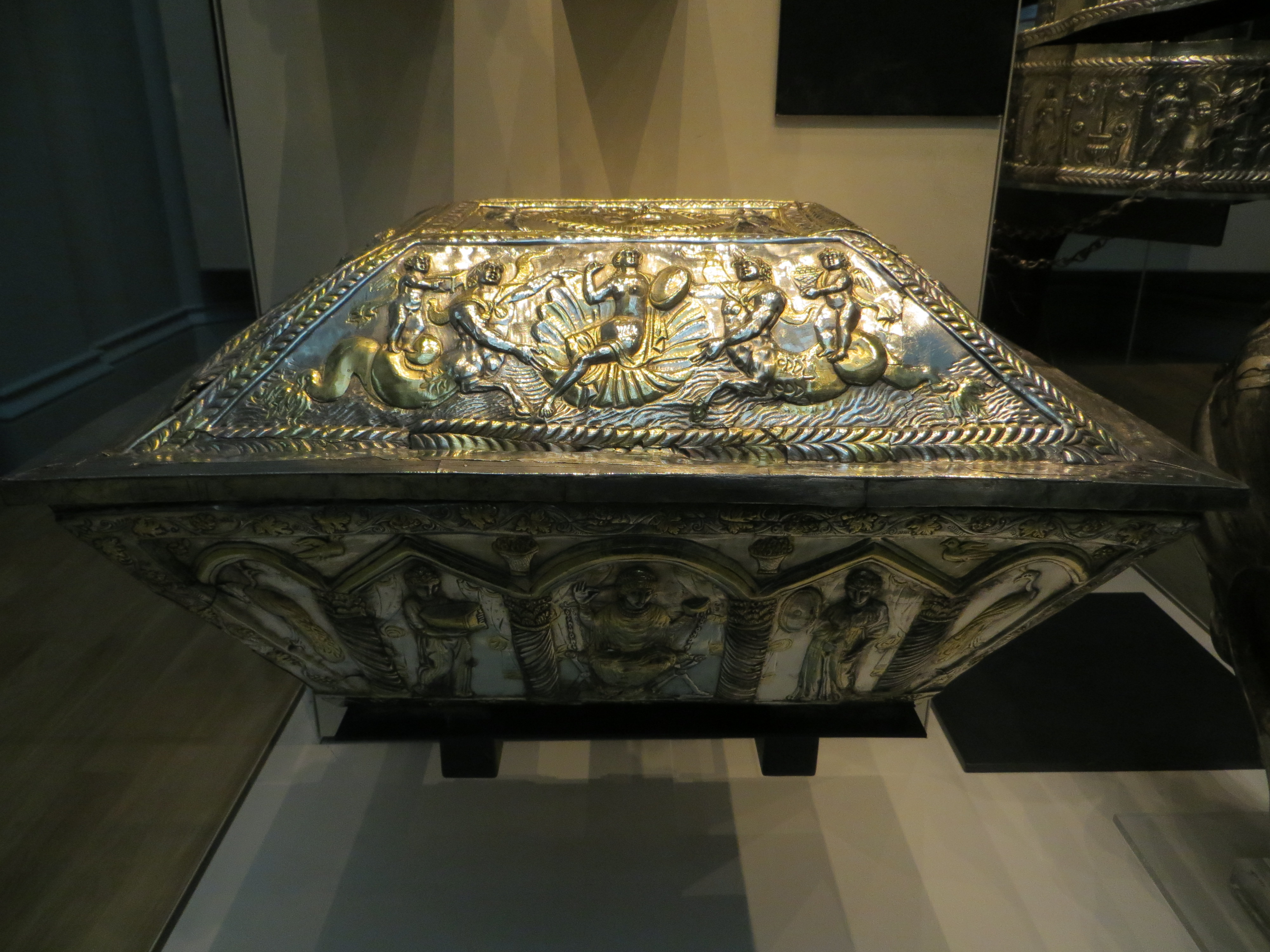
Couvercle de la cassette de Projecta.

Au cours de l'été 1793, alors qu'ils procédaient à des terrassements au pied de l'Esquilin à Rome, des ouvriers ont dégagé un ensemble de plats d'argenterie. Ce quartier avait été apprécié de l’aristocratie romaine dès la période républicaine. Ces objets se trouvaient sous des décombres, au milieu des dépendances du monastère Saint François de Paule. Cette découverte fut publiée un an plus tard par le célèbre archéologue italien Ennio Quirino Visconti, futur directeur du Musée du Capitole.
Le trésor a passé de main en main avant d'être racheté par l'ambassadeur de France à Rome, le duc de Blacas. En 1866, sa collection, mise en vente, fut rachetée par le British Museum, à l'exception de deux objets : un saucier (en latin trulla), abondamment décoré, à présent exposé au musée du Petit Palais à Paris, et un broc à tête féminine exposé au Musée archéologique national de Naples.

## Le coffret de Projecta
Le coffret de Projecta (M&ME 1866,12-29,1) constitue l’un des plus beaux exemples d'orfèvrerie de l’Antiquité tardive à Rome. Il est partiellement rehaussé d’or pour souligner certains motifs, et a été exécuté par la technique du repoussé, c'est-à-dire que l’ornementation en relief a été obtenue en comprimant la surface de ce métal ductile. Le boîtier mesure 55,9 cm de long sur 43,2 cm de large et 28,6 cm de hauteur ; il pèse 8,2 kg. La caisse comporte des poignées articulées à chaque extrémité.
Le cinq panneaux du couvercle du boîtier représentent trois scènes mythologiques, un double portrait et une scène de baignade. Le panneau supérieur représente un homme et une femme en taille surmontés d’une couronne de fleurs tenue par des erotes (ou putti) avec l'inscription : « SECVNDE ET PROIECTA VIVATIS IN CHRI[STO] » (Secundus et Projecta, que le Christ vous garde). Les vêtements des deux personnages les désignent clairement comme un couple de notables de l'Antiquité tardive : la femme porte une tunique et un grand collier, et tient dans ses mains un papyrus ; l’homme porte une tunique recouverte d'une chlamyde.
Les quatre panneaux historiés du boîtier représentent des scènes de baignade et d’habillage, qui évoquent les préparatifs d'une noce romaine. Ils sont empilés verticalement, rythmés par des arabesques alternes et des frontons, le tout surmonté d'une frise de pampres de vigne. Sur l'une des scènes, on voit Projecta assise dans une chaise sculptée tenant dans ses mains un coffret semblable au coffret à la Muse. Elle porte une chemise et un colobium, sorte de tunique à manches courtes. Une inscription minuscule sur le bord antérieur du coffret donne son poids en argent en unités de mesure romaines : « XXII-III », c'est-à-dire [Pondo] XXII,III [Unciæ],S[emuncia] (22 livres et 3.5 onces).
Ce coffret a été présenté dans plusieurs expositions : celles de New York en 1977-1978, de Rimini en 1996, de New Delhi en 1997, de Mumbaï en 1998, de Trèves en 2007, de Paris en 2009 et plus récemment celle de Chicago en 2012-13.

## Le coffret à la Muse

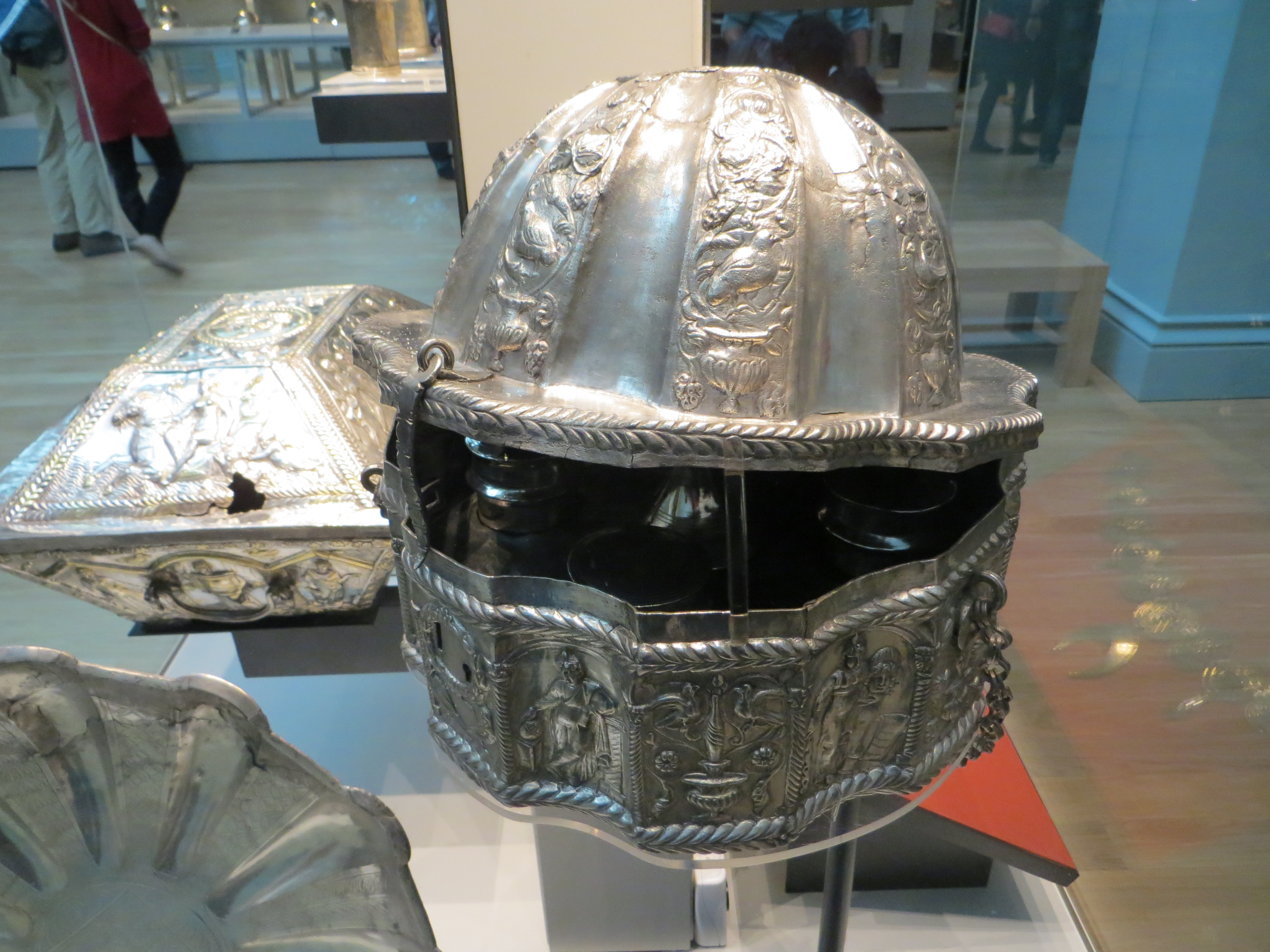
Le « coffret à la Muse. »

Autre joyau du trésor, le coffret à la Muse (M&ME 1866,12-29,2) est une cassette octogonale à couvercle hémisphérique, possédant trois chaînes de suspension. Le boîtier mesure 25,4 cm en hauteur, sur 33 cm de diamètre. La paroi extérieure de la boîte est décorée de panneaux historiés en relief représentant huit des neuf Muses, rythmés par des motifs décoratifs. À l'intérieur de ce coffret, on a découvert cinq flacons plaqués d'argent, ou plus précisément « quatre petites bouteilles identiques et un flacon plaqués d'argent » au centre, qui contenaient certainement des parfums. C'est apparemment ce même coffret qu'on voit représenté, porté par une esclave, sur le panneau postérieur du coffret de Projecta, ce qui porte à croire que ces deux bijoux ont été fabriqués pour le même mariage.
Ce coffret a été présenté dans plusieurs expositions : celles de New York en 1977-1978, de Rome en 2000, de Milan en 2003, de Paris en 2009 et plus récemment celle de Chicago en 2012-13.

## Liens avec lagensTurcia
Le British Museum se fonde sur les travaux de Kathleen J. Shelton pour faire remonter le trésor aux années 330-370 ; Shelton vise une période de 20 à 25 ans à l'intérieur de cet intervalle, et assigne les plus grands plats à un même atelier ; ce service aurait été détenu pendant plus d'une génération par la même famille.
Les recherches actuelles suggèrent que le coffret de Projecta et quelques autres pièces du trésor (mais sans doute pas toutes) étaient le cadeau de mariage du couple Projecta et Secundus. Le nom de Projecta a été rapproché de l’épitaphe d'une matrone décédée en 383, peu avant sa 17e année, et composée par le pape Damase Ier (r. 366-84). Cette épitaphe se trouvait sur les murs de la basilique San Martino ai Monti, non loin de l'emplacement où le trésor a été dégagé. Quoiqu’elle tienne en seulement neuf lignes, et que l’archéologue Alan Cameron la juge « convenue et atone » pour une composition de Damase, voire « un tissu d'allusions et de clichés maladroitement cousus ensemble et respectant à peine la rime », ce texte suscite plusieurs énigmes et a déjà fait l'objet de nombreuses gloses ; en voici le texte :
« QVID LOQVAR AVT SILEAM PROHIBET DOLOR IPSE FATERI 
HIC TVMVLVS LACRIMAS RETINET COGNOSCE PARENTVM 
PROIECTÆ FVERAT PRIMO QVAE IVNCTA MARITO 
PVLCRA DECORE SVO SOLO CONTENTA PVDORE 
HEV DILECTA SATIS MISERÆ GENITRICIS AMORE 
ACCIPE QVID MVLTIS THALAMI POST FOEDERA PRIMA 
EREPTA EX OCVLIS FLORI GENITORIS ABIIT 
ÆTHERIAM CVPIENS COELI CONSCENDERE LVCEM 
HÆC DAMASVS PRAESTAT CVNCTIS SOLACIA FLETVS 
VIXIT ANN·XVI·M·IX·DIES·XXV·DEP·III·KAL·IAN·FL·MEROBAVDE·ET·FL·SATVRNIN·CONSS. »
— Arthur Ernest Gordon, Illustrated Introduction to Latin Epigraphy (1983) p. 177

« Parler ou me taire ? Le chagrin m’empêche de parler. Ce tombeau retient, sache-le, les pleurs des parents de Projecta, l’épouse de Primus, élégante sans ostentation ; la préférée, hélas, de sa mère effondrée. Apprends combien peu de jours après son mariage, elle fut dérobée aux yeux de son père, Florus, en quête du plus haut des cieux. Ces mots, Damasus les a composés pour soulager les éplorés. Elle avait 16 ans, 9 mois et 25 jours, et s'est éteinte le 3e jour des kalendes de janvier (30 décembre), sous le consulat de Flavius Merobaudes et de Flavius Saturninus. »

— Arthur Ernest Gordon, Illustrated Introduction to Latin Epigraphy (1983) p. 177

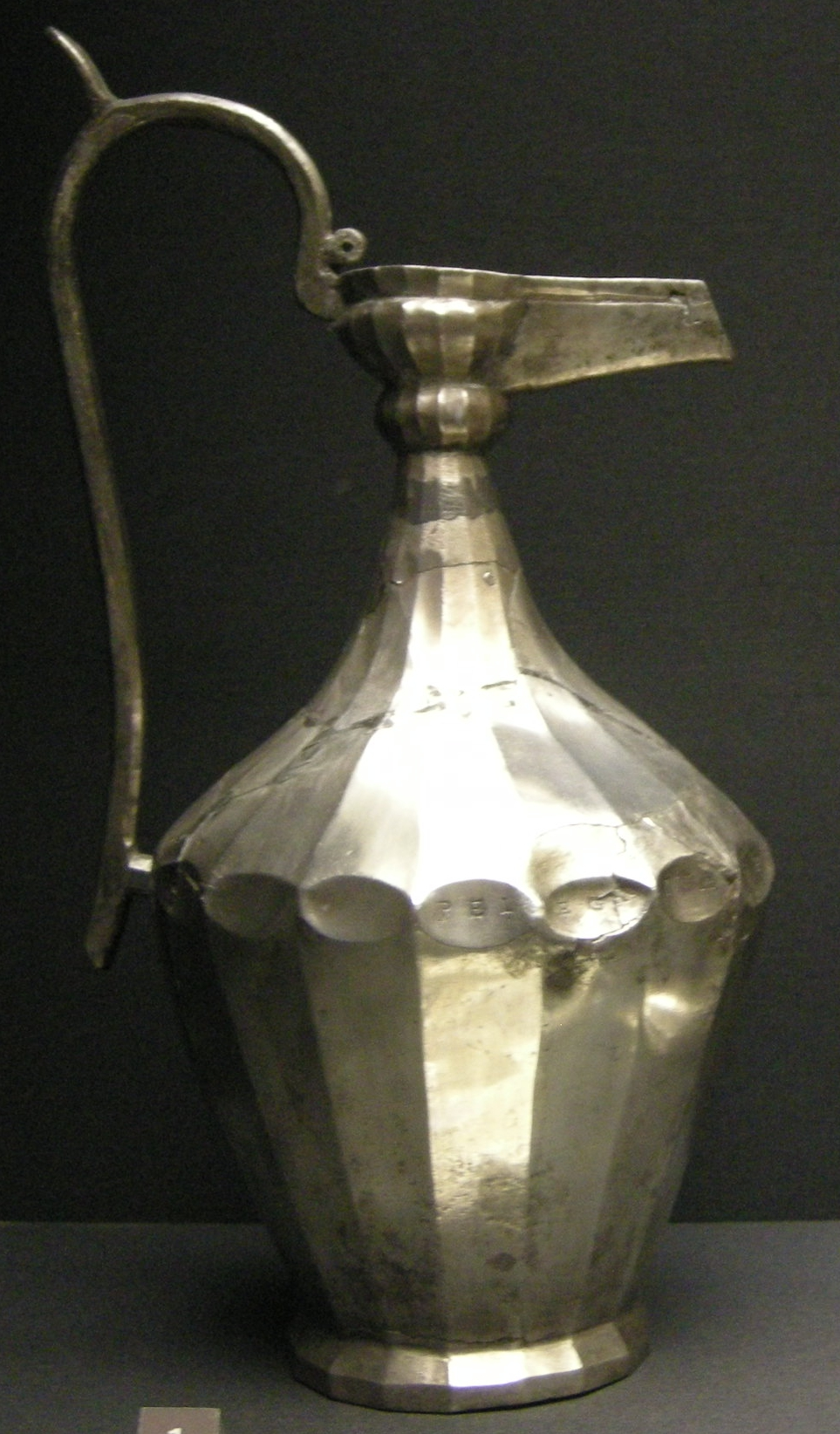
L'aiguière de Pelegrina : le nom est gravé sur la zone équatoriale du récipient en travers des trois bossages lenticulaires à droite.

La traduction des mots « PROIECTAE FVERAT PRIMO QVAE IVNCTA MARITO » continue de faire l'objet d'âpres débats ; primus, qui signifie « l’aîné », est un prénom romain fort courant, mais on peut aussi comprendre que Projecta a eu un premier mari, ou que son mari était « de premier ordre. » C'est l'interprétation d'Alan Cameron, qui voit dans la Projecta mentionnée dans l'épitaphe la femme de L. Turcius Secundus et la véritable propriétaire du coffret ; selon lui, le mot primo serait une allusion de Damase au fait que Secundus, l'époux, aurait été de premier rang, ce qui est typique des traits d'esprit de Damase. Kathleen Shelton estime, pour sa part, qu'il s'agit a priori de deux femmes distinctes, toutes deux prénommées Projecta. Elle estime que « Primus » est le nom du mari de la femme de l'épitaphe.
L’épitaphe de Projecta lui donne pour père un certain Florus : il pourrait s'agir d'un haut fonctionnaire ibère réputé pour sa piété et proche de l'empereur Theodose Ier (lui-même d'origine ibère). Ce Florus faisait partie, au même titre que le pape Damase, de la cour de l'empereur. C'est encore sans doute ce même patricien qu'on voit représenté sur une coupe d'or du Musées du Vatican aux côtés de Damase, avec les apôtres Simon et Pierre, et sur une autre coupe avec l'apôtre Simon".
Deux autres plats d'argent (l'un rectangulaire et l'autre circulaire) portent un monogramme qui serait celui de Projecta Turcia. S'appuyant sur cette lecture, certains chercheurs ont avancé que Projecta était l'épouse du L. Turcius Secundus historique, ce qui, étant donné son âge, ne doit pas être de beaucoup antérieur à 383 ; cependant, les deux monogrammes sont différents, de sorte que les plats d'argenterie représentent plus vraisemblablement un patrimoine amassé sur plus d'une génération. L'aiguière, par exemple, porte le nom féminin de Pelegrina, personnage dont l'identité a pour l'instant été peu commentée, faute d'autres éléments. On a évoqué l’existence d'une Pelegrina Turcia, sans cependant disposer d'indice pour la relier avec Projecta et Secundus.
Alors que Projecta était évidemment de confession chrétienne, son mari, s'il s'agit bien du préfet L. Turcius Secundus, était le rejeton d'une famille patricienne demeurée fidèle au culte ancestral romain jusqu'à la fin du IVe siècle : le diptyque de Symmaque–Nicomaque en ivoire, contemporain, présente en effet tous les caractères d'une iconographie païenne ; ainsi plus de 70 ans après la conversion de Constantin, la vieille religion romaine trouvait encore des fidèles dans l’élite romaine. Les quatre figurines ou tyché, allégories des grandes villes de l’empire, devaient orner les montants de la chaise curule ou de la couche d'un haut dignitaire, or les membres de la gens Turcia ont effectivement exercé plusieurs magistratures. Cameron observe que la casque coiffant l’allégorie de Constantinople ne se trouve sur aucune tyche de cette ville avant 380, année où le diocèse de Constantinople fut élevé au second rang derrière celui de Rome, au-dessus donc du diocèse d'Alexandrie, pourtant antérieur.
Kent et Painter suggèrent enfin que ce trésor aurait été caché sous le dallage de la maison des Turcii, au pied de l'Esquilin, juste avant la prise de Rome par les Wisigoths d’Alaric Ier en 410 de notre ère.

## Iconographie chrétienne et païenne
En dépit de l'inscription d'inspiration nettement chrétienne de la cassette de Projecta, l’iconographie figurative du trésor est purement païenne : cette juxtaposition des thèmes est encore courante dans l'orfèvrerie romaine du milieu du IVe siècle, car à ce moment l'Art paléochrétien n'envisageait guère l'iconographie pour décorer les objets profanes. Trois côtés du couvercle de la cassette de Projecta portent des motifs mythologiques : effigie de Vénus dans son coquillage, néréides (nymphes marines) chevauchant un serpent de mer (ketos) et un hippocampe (monstre mi cheval, mi-poisson). Ce mélange d’inscriptions et de symboles chrétiens et païens traduit un compromis qui renvoie peut-être aux croyances divergentes des familles du mari et de son épouse.

## Galerie

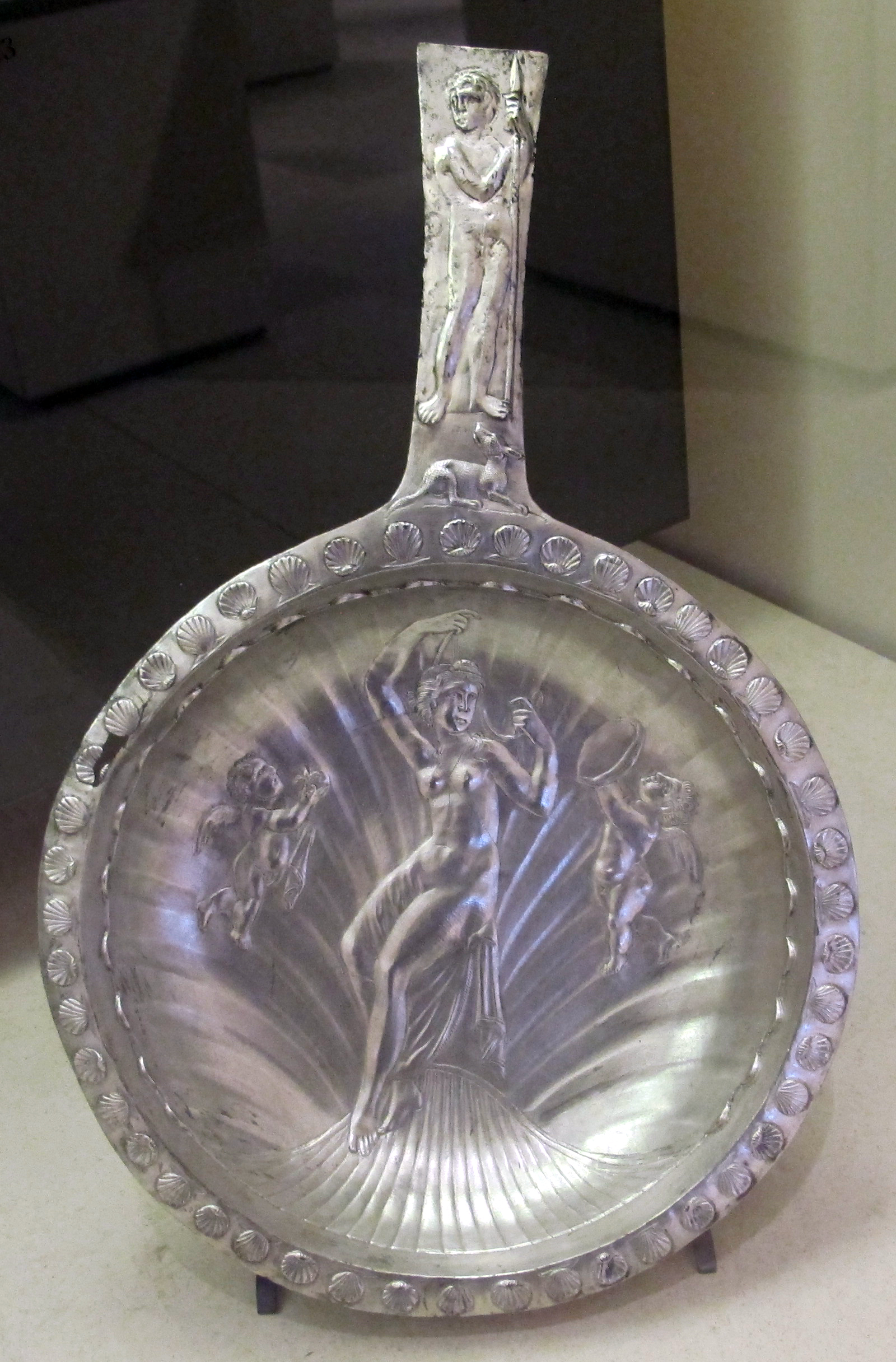
Cette trulla est exposée au Petit Palais, à Paris.
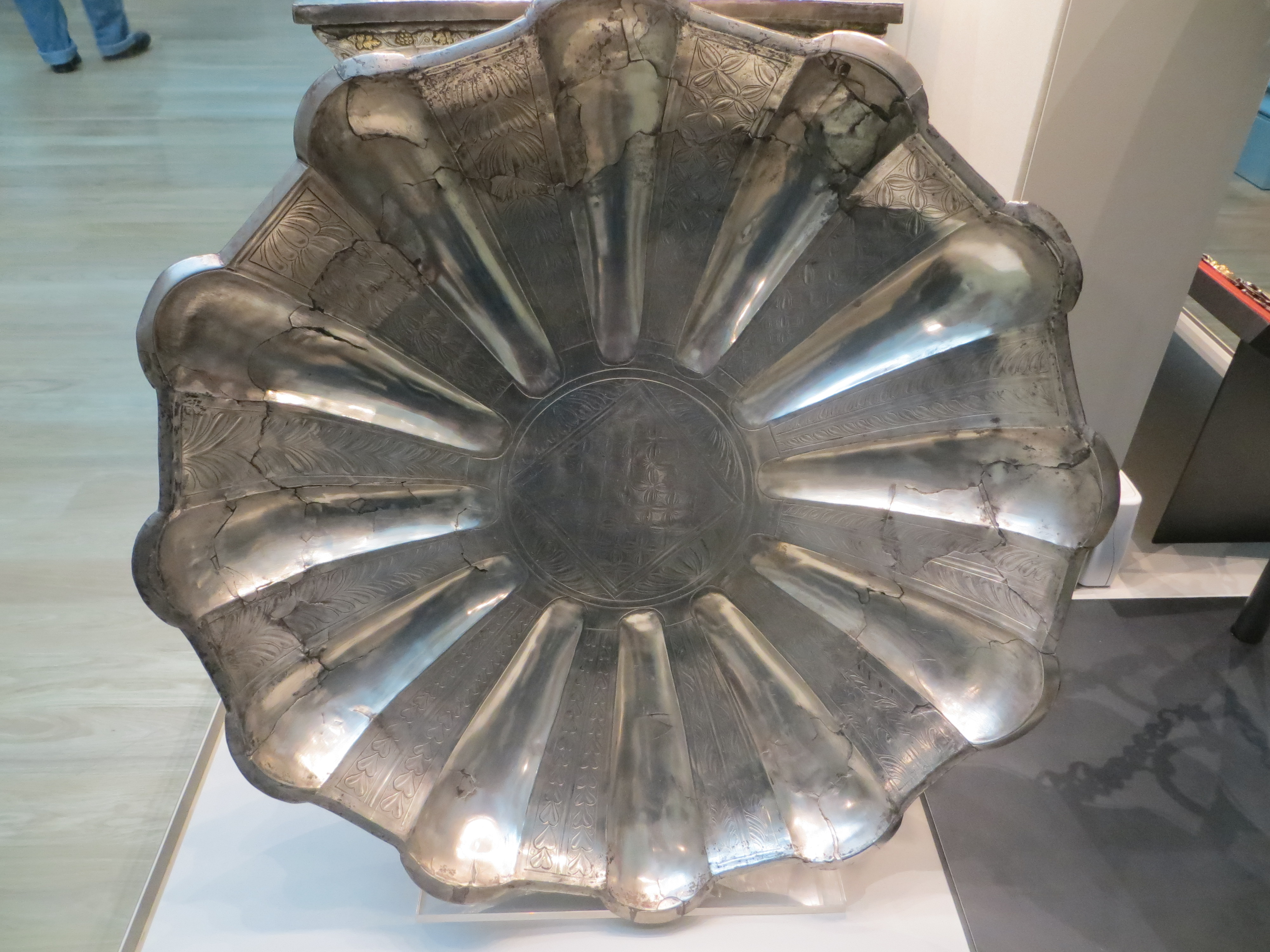
Un plat à cannelures
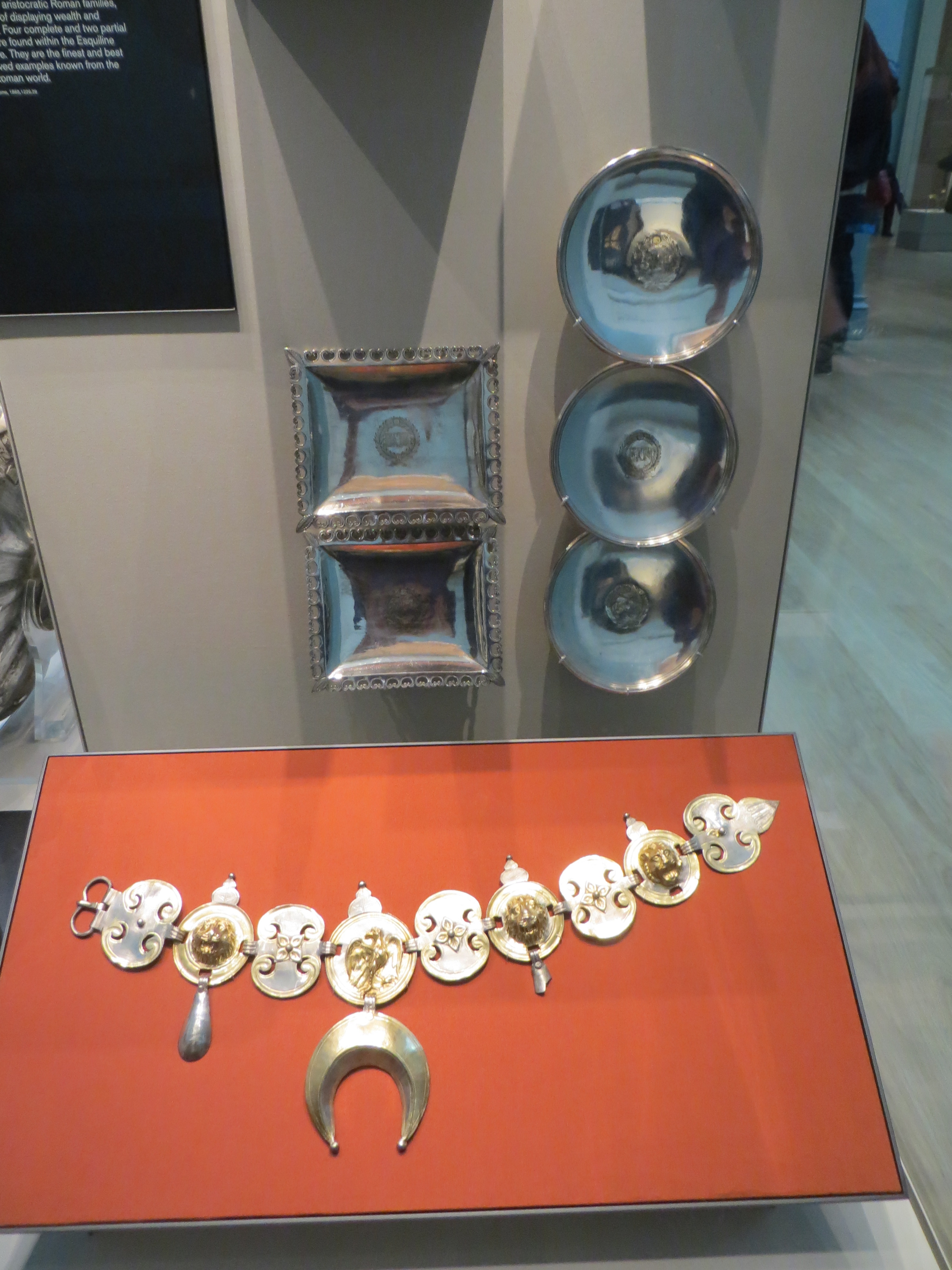
Plats en argent et pièces de harnais
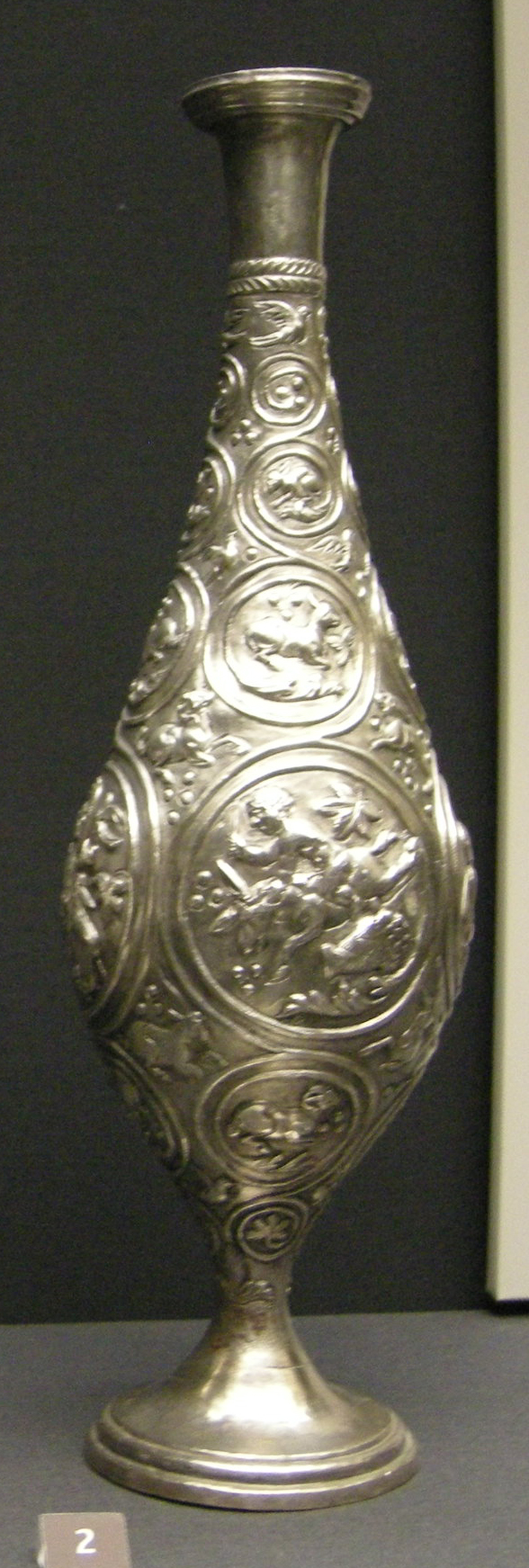
Hanap d'argent
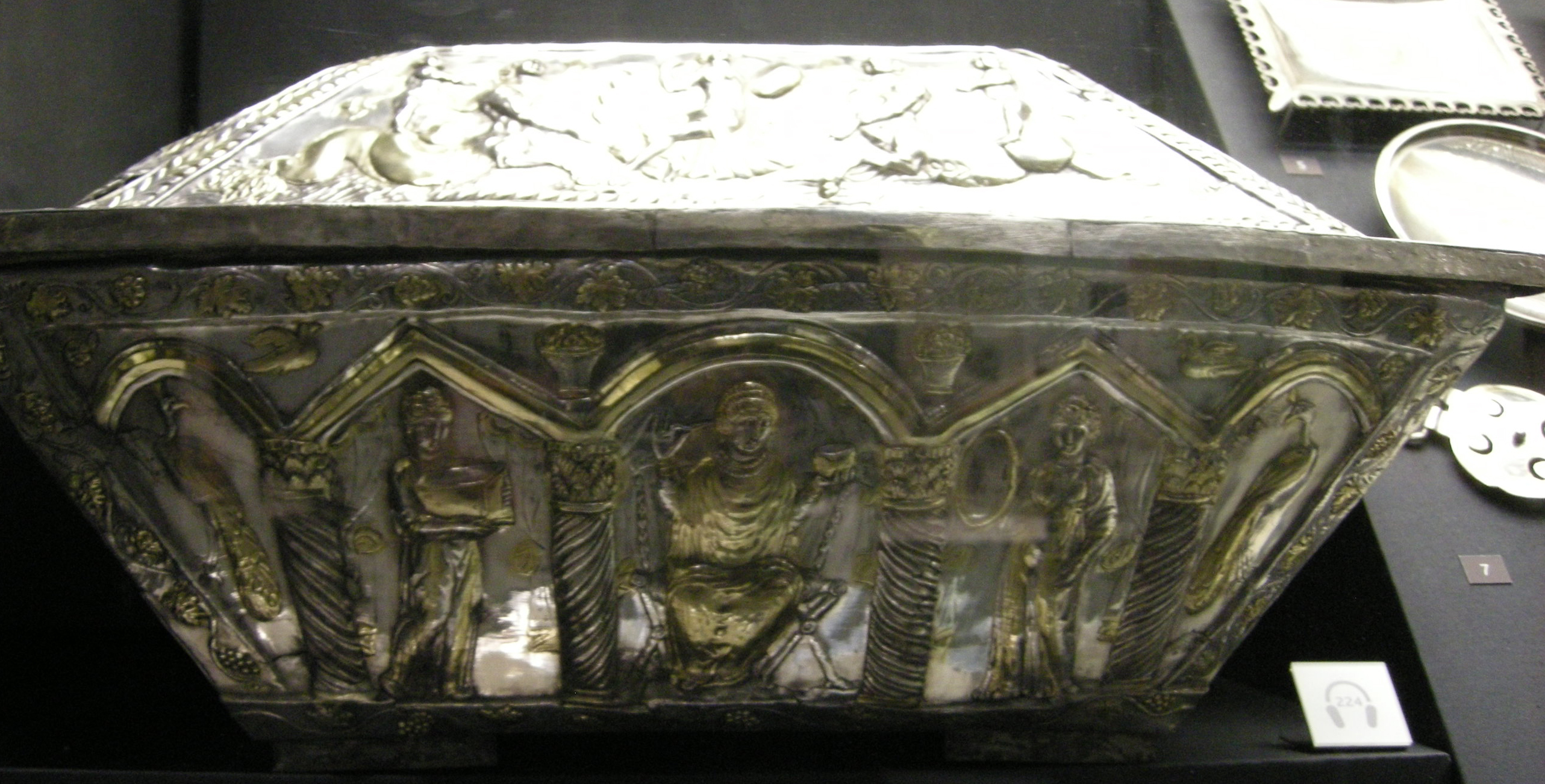
Couvercle du coffret de Projecta
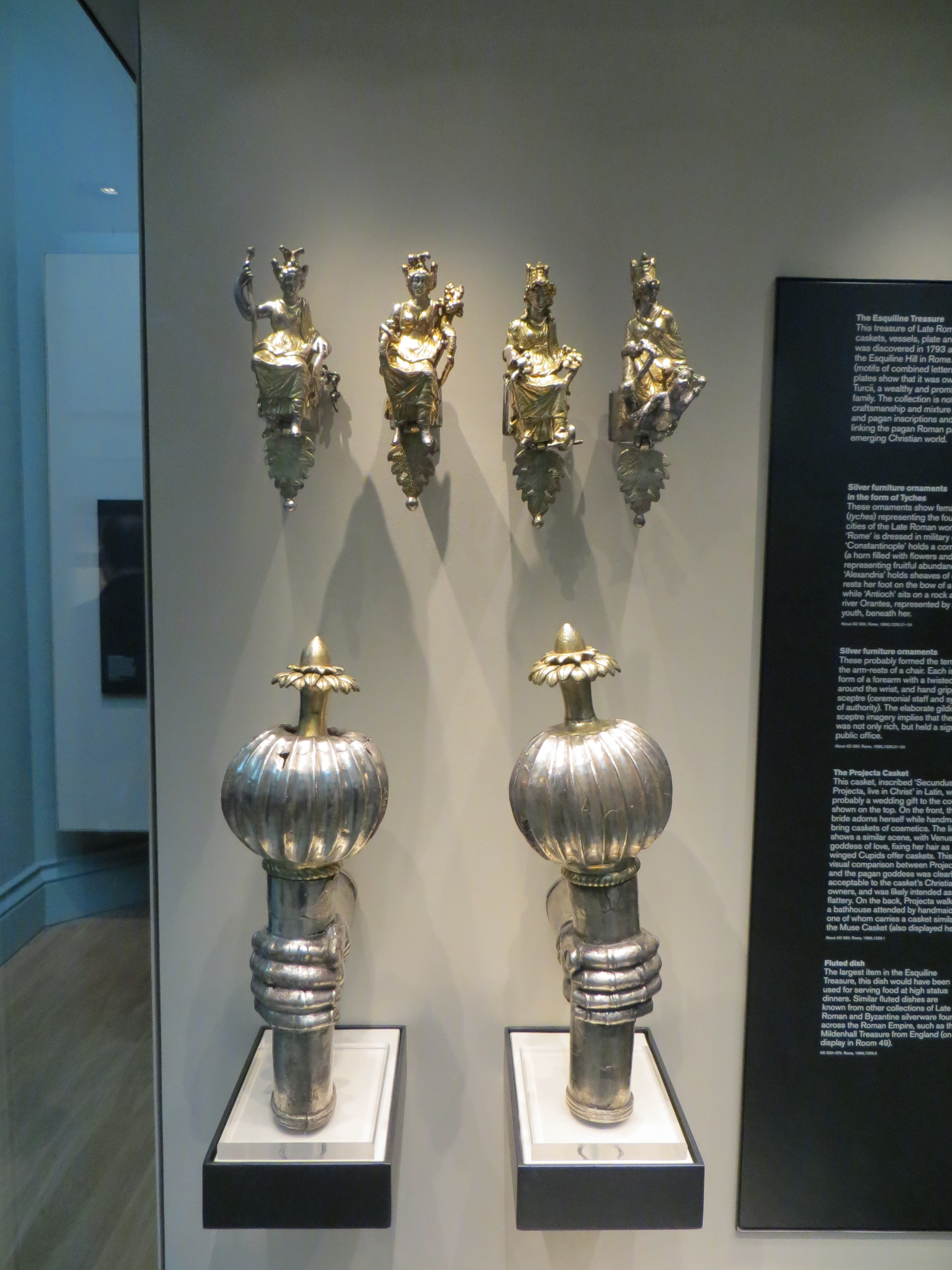
Accessoires de mobilier en tyché
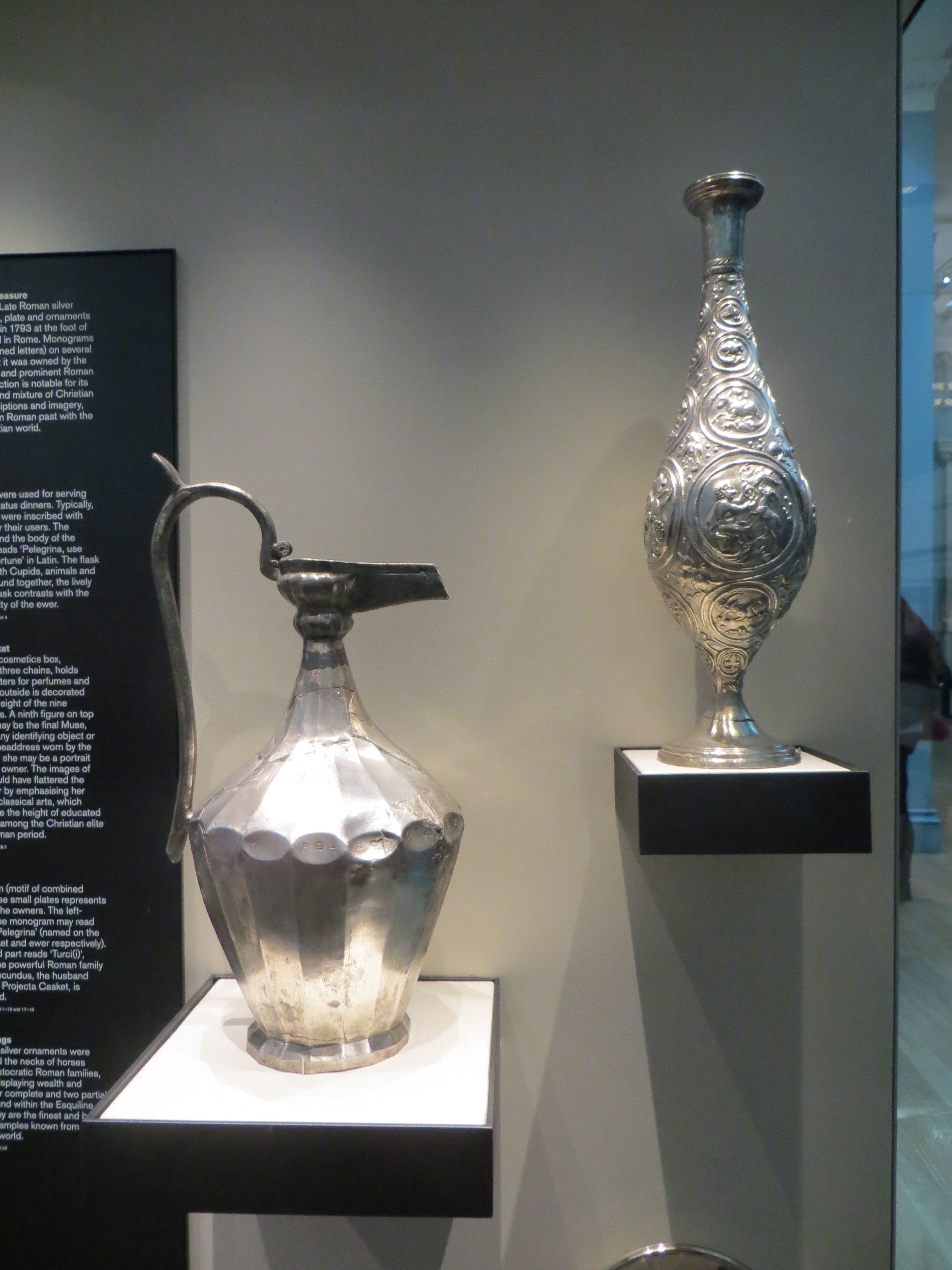
Hanap et aiguière.